# Spider Islands
Spider Islands – archipelag w północno-wschodniej części jeziora Winnipeg w Manitoba (Kanada). Archipelag składa się z ośmiu wysp.